# W9 (核砲弾)
W9はアメリカ合衆国が開発した核砲弾。M65 280mmカノン砲用のものであり、1952年から1953年にかけて生産された。生産数は80発。
アメリカ陸軍初の核砲弾であり、ガンバレル方式の核分裂弾頭である。核物質には50kgの高濃縮ウランを用い、砲弾状のものとリング状のものとを衝突させることにより臨界量に達し、核分裂反応を開始させる。直径11インチ、長さ54インチであり、重量800ポンド。核出力は15kt。1953年5月25日に実射による核実験（アップショット・ノットホール作戦）がネバダ核実験場にて行なわれている。
核砲弾は1957年まで配備が行なわれ、W19核砲弾の配備により更新された。なお、この弾頭部はT4 核爆破資材にも再利用され、こちらは1957年から1963年まで配備された。